# Ashley Cole
Ashley Cole (ur. 20 grudnia 1980 w Londynie) – angielski piłkarz który występował na pozycji lewego obrońcy. W latach 2001–2014 wielokrotny reprezentant Anglii. Uczestnik Mistrzostw Świata w 2002, 2006 oraz 2010 roku. Uczestnik Mistrzostw Europy 2004 i 2012. 
W swojej karierze występował min. dla takich klubów jak: Chelsea, Arsenal, AS Roma czy LA Galaxy.

## Kariera klubowa

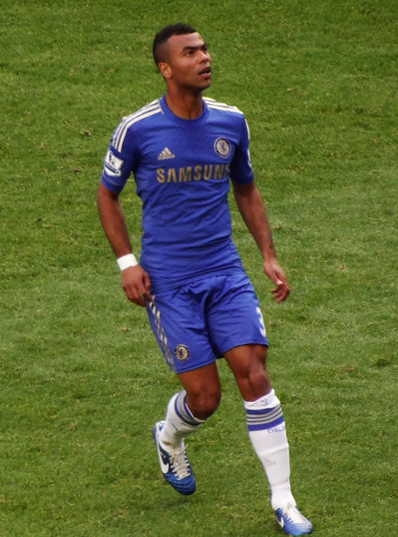
Ashley Cole w barwach Chelsea.

Wychowanek Arsenalu, w którego barwach zadebiutował 30 listopada 1999 w meczu Pucharu Ligi Angielskiej z Middlesbrough, zmieniając pod koniec spotkania Raya Parloura. Od 25 lutego do 8 maja 2000 roku wypożyczony był do Crystal Palace, gdzie regularnie występował w podstawowym składzie (rozegrał 14 meczów i strzelił jednego gola – zdobył bramkę w spotkaniu z Blackburn, przyczyniając się do zwycięstwa 2:1).
9 września 2000 roku w meczu z Bradford City strzelił swojego pierwszego gola w Premier League, zapewniając Arsenalowi remis 1:1. 25 października zadebiutował w europejskich pucharach, grając w wygranym 4:2 spotkaniu ze Spartą Praga. W sezonie 2000/2001 zaczął regularnie występować w barwach londyńskiego klubu, zastępując na lewej obronie Brazylijczyka Sylvinho.
Wraz z Arsenalem dwukrotnie został mistrzem Anglii (2002, 2004), trzykrotnie zdobył Puchar Anglii (2002, 2003, 2005 – w serii rzutów karnych finałowego meczu z Manchesterem United zdobył gola) oraz dwukrotnie wywalczył Tarczę Wspólnoty (2002, 2004). Ponadto w sezonie 2005/2006 dotarł z londyńskim klubem do finału Ligi Mistrzów – wystąpił w nim przez pełne 90 minut, natomiast jego drużyna przegrała 1:2 z FC Barceloną.
31 sierpnia 2006 roku (ostatni dzień letniego okresu transferowego) po długich negocjacjach podpisał pięcioletni kontrakt z Chelsea. Cena transferu wyniosła 5 milionów funtów, do Arsenalu przeszedł także obrońca William Gallas. W nowym zespole zadebiutował 9 września w wygranym 2:1 meczu z Charltonem, natomiast pierwszego gola strzelił 1 marca 2008 w spotkaniu z West Ham United. W Chelsea szybko wywalczył miejsce w pierwszym składzie i stał się podstawowym lewym obrońcą londyńskiego klubu, zastępując na tej pozycji Waynea Bridgea.
Wraz z Chelsea został mistrzem Anglii (2010), czterokrotnie zdobył puchar Anglii (2007, 2009, 2010, 2012), raz wywalczył Puchar Ligi Angielskiej (2007) oraz raz sięgnął po Tarczę Wspólnoty (2009). W sezonie 2007/2008 dotarł z londyńskim klubem do finału Ligi Mistrzów (Chelsea przegrała w nim z Manchesterem United) – wystąpił w nim w podstawowym składzie, a w serii rzutów karnych strzelił gola. Cztery lata później (2012) wraz ze swoim zespołem wygrał rozgrywki Ligi Mistrzów – w finałowym meczu z Bayernem Monachium ponownie zagrał w podstawowym składzie i w serii rzutów karnych zdobył bramkę. W 2014 roku Chelsea postanowiła nie przedłużać kontraktu z piłkarzem. 1 lipca 2014 oficjalnie stał się wolnym zawodnikiem.
7 lipca 2014 podpisał kontrakt z włoskim klubem AS Roma.
27 stycznia 2016 roku przeniósł się do amerykańskiego klubu Los Angeles Galaxy.
21 stycznia 2019 dołączył do angielskiego klubu Derby County.
18 sierpnia 2019 roku zakończył piłkarską karierę.

## Kariera reprezentacyjna

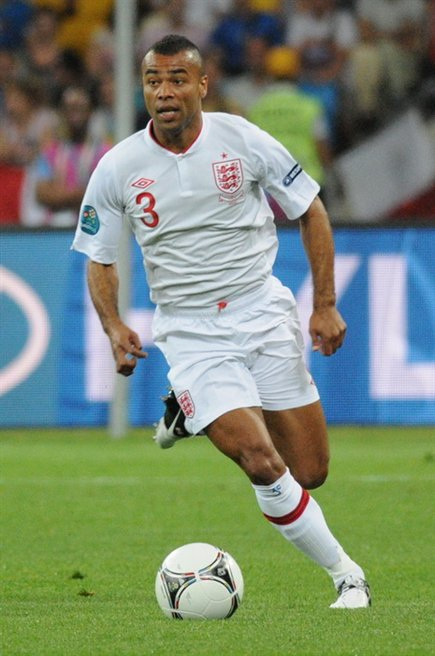
Cole podczas Euro 2012.

W 1999 roku wraz z reprezentacją Anglii do lat 20 brał udział w mistrzostwach świata w Nigerii. W turnieju tym wystąpił przez pełne 90 minut w dwóch meczach, natomiast Anglicy odpadli w fazie grupowej. 31 sierpnia 2000 zadebiutował w kadrze U-21 w spotkaniu z Gruzją. Łącznie rozegrał w niej cztery spotkania i strzelił jednego gola.
28 marca 2001 roku w meczu z Albanią po raz pierwszy zagrał w seniorskiej reprezentacji Anglii. W 2002 wziął udział w mistrzostwach świata w Korei i Japonii, gdzie był podstawowym zawodnikiem kadry narodowej i wraz z nią dotarł do ćwierćfinału. Dwa lata później wystąpił w mistrzostwach Europy w Portugalii – w serii rzutów karnych przegranego ćwierćfinałowego spotkania z gospodarzami turnieju strzelił gola. Ponadto został wybrany do drużyny gwiazd mistrzostw.
Uczestniczył również w mistrzostwach świata w 2006 i 2010 roku. W turnieju w Niemczech (2006) rozegrał pięć spotkań, a wraz z reprezentacją dotarł ponownie do ćwierćfinału. Cztery lata później w Republice Południowej Afryki wystąpił w czterech spotkaniach. W 2012 roku był podstawowym zawodnikiem kadry w mistrzostwach Europy w Polsce i na Ukrainie – zagrał w czterech pojedynkach, w tym w ćwierćfinałowym z Włochami (0:0, k. 2:4), w którego serii rzutów karnych nie strzelił gola (Gianluigi Buffon obronił).
Reprezentacyjną karierę zakończył w 2014 roku.

## Życie prywatne
15 lipca 2006 poślubił brytyjską piosenkarkę Cheryl Cole. Z powodu zdrad Cheryl otrzymała rozwód, który miał miejsce 3 września 2010.

## Statystyki
Stan na 11 listopada 2016 roku
| Klub                  | Sezon              | Liga  | Liga | Puchar Kraju | Puchar Kraju | Puchar Ligi | Puchar Ligi | Rozgrywki Kontynentalne | Rozgrywki Kontynentalne | Inne  | Inne | Razem | Razem |
| Klub                  | Sezon              | Mecze | Gole | Mecze        | Gole         | Mecze       | Gole        | Mecze                   | Gole                    | Mecze | Gole | Mecze | Gole  |
| --------------------- | ------------------ | ----- | ---- | ------------ | ------------ | ----------- | ----------- | ----------------------- | ----------------------- | ----- | ---- | ----- | ----- |
| Arsenal               | 1999/00            | 1     | 0    | 0            | 0            | 1           | 0           | 0                       | 0                       | 0     | 0    | 2     | 0     |
| Crystal Palace (wyp.) | 1999/00            | 14    | 1    | 0            | 0            | 0           | 0           | 0                       | 0                       | 0     | 0    | 14    | 1     |
| Arsenal               | 2000/01            | 17    | 3    | 6            | 0            | 1           | 0           | 9                       | 0                       | 0     | 0    | 33    | 3     |
| Arsenal               | 2001/02            | 29    | 2    | 4            | 0            | 0           | 0           | 7                       | 0                       | 0     | 0    | 40    | 2     |
| Arsenal               | 2002/03            | 31    | 1    | 3            | 0            | 0           | 0           | 9                       | 0                       | 1     | 0    | 44    | 1     |
| Arsenal               | 2003/04            | 32    | 0    | 4            | 0            | 1           | 0           | 9                       | 1                       | 1     | 0    | 47    | 1     |
| Arsenal               | 2004/05            | 35    | 2    | 3            | 0            | 0           | 0           | 8                       | 0                       | 1     | 0    | 47    | 2     |
| Arsenal               | 2005/06            | 11    | 0    | 0            | 0            | 0           | 0           | 3                       | 0                       | 1     | 0    | 15    | 0     |
| Arsenal               | Razem              | 156   | 8    | 20           | 0            | 3           | 0           | 45                      | 1                       | 4     | 0    | 228   | 10    |
| Chelsea               | 2006/07            | 23    | 0    | 5            | 0            | 3           | 0           | 9                       | 0                       | 0     | 0    | 40    | 0     |
| Chelsea               | 2007/08            | 27    | 1    | 1            | 0            | 2           | 0           | 10                      | 0                       | 1     | 0    | 41    | 1     |
| Chelsea               | 2008/09            | 34    | 1    | 7            | 0            | 0           | 0           | 8                       | 0                       | 0     | 0    | 49    | 1     |
| Chelsea               | 2009/10            | 27    | 4    | 2            | 0            | 1           | 0           | 4                       | 0                       | 1     | 0    | 35    | 4     |
| Chelsea               | 2010/11            | 38    | 0    | 2            | 0            | 0           | 0           | 7                       | 0                       | 1     | 0    | 48    | 0     |
| Chelsea               | 2011/12            | 32    | 0    | 4            | 0            | 0           | 0           | 12                      | 0                       | 0     | 0    | 48    | 0     |
| Chelsea               | 2012/13            | 31    | 1    | 5            | 0            | 3           | 0           | 7                       | 0                       | 5     | 0    | 52    | 1     |
| Chelsea               | 2013/14            | 17    | 0    | 2            | 0            | 1           | 0           | 5                       | 0                       | 1     | 0    | 26    | 0     |
| Chelsea               | Razem              | 229   | 7    | 28           | 0            | 10          | 0           | 63                      | 0                       | 5     | 0    | 339   | 7     |
| AS Roma               | 2014/15            | 11    | 0    | 2            | 0            | -           | -           | 3                       | 0                       | -     | -    | 16    | 0     |
| AS Roma               | 2015/16            | 0     | 0    | 0            | 0            | -           | -           | 0                       | 0                       | -     | -    | 0     | 0     |
| AS Roma               | Razem              | 11    | 0    | 2            | 0            | -           | -           | 3                       | 0                       | -     | -    | 16    | 0     |
| Los Angeles Galaxy    | 2016               | 29    | 1    | 2            | -            | -           | -           | 1                       | 0                       | 1     | 0    | 32    | 1     |
| Los Angeles Galaxy    | 2017               | 29    | 1    | 1            | -            | -           | -           | -                       | -                       | -     | -    | 30    | 1     |
| Los Angeles Galaxy    | 2018               | 31    | 1    | 1            | -            | -           | -           | -                       | -                       | -     | -    | 32    | 1     |
| Los Angeles Galaxy    | Razem              | 89    | 3    | 4            | 0            | -           | -           | 1                       | 0                       | 1     | -    | 94    | 3     |
| Derby County          | 2018/19            | 9     | 0    | 1            | 1            | -           | -           | -                       | -                       | 2     | 0    | 12    | 1     |
| Łącznie w karierze    | Łącznie w karierze | 508   | 19   | 55           | 1            | 13          | 0           | 112                     | 1                       | 14    | 0    | 702   | 21    |

## Sukcesy

### Chelsea
- Liga Mistrzów: 2011/12
- Mistrz Anglii: 2009/10
- Liga Europy: 2012/13
- Puchar Anglii: 2006/07, 2008/09, 2009/10, 2011/12
- Puchar Ligi Angielskiej: 2006/07
- Superpuchar Anglii: 2008/09, 2009/10

### Arsenal
- Mistrz Anglii: 2001/02, 2003/04
- Puchar Anglii: 2001/02, 2002/03, 2004/05
- Superpuchar Anglii: 2001/02, 2002/03, 2003/04, 2004/05

### Reprezentacja Anglii:
- Uczestnik Mistrzostw Świata: 2002, 2006, 2010
- Uczestnik Mistrzostw Europy: 2004, 2012

### Indywidualne
- Drużyna Roku PFA: Premier League: 2002/03, 2003/04, 2004/05, 2010/11
- Drużyna Mistrzostw Europy: 2004
- Drużyna Roku UEFA: 2004, 2010
- Gracz roku Chelsea: 2008/09, 2010/11
- Gracz roku Anglii: 2010